# 극장판 포켓몬스터: 물의 도시의 수호신 라티아스와 라티오스
〈극장판 포켓몬스터 물의 도시의 수호신 라티아스와 라티오스〉(일본어: 劇場版 ポケットモンスター 水の都の護神 ラティアスとラティオス)는 2002년 7월 13일에 개봉된 TV 애니메이션〈포켓몬스터〉의 극장판 제5기이다. 동시 상영 작품은 〈반짝반짝 별하늘 캠프〉.

## 작품 개요
포켓몬스터 금은편의 극장판 최종 작품으로 이탈리아의 수상도시 베네치아를 모델로 한 가상 도시가 배경이다. 이는 역대 극장판 중에 사상 처음으로 실재하는 도시를 모델로 한 것으로, 이전의 작품과는 색다른 풍경이 호평을 받았다.
포켓몬 극장판 시리즈 중 걸작이라고 평가받으며 또한 시리즈중 유일 아카데미 장편 애니메이션 작품상에 출품되는 등 작품으로서는 높은 평가를 받았다. 그러나 같은 해에 '고양이의 보은/기브리즈 에피소드2'와 '스타워즈 에피소드 2: 클론의 습격' 등의 주목작과 개봉시기가 겹쳐 주말흥행랭킹에선 첫등장 4위, 그 이후는 9~10위가 되는 등 흥행에선 고전을 했고, 그 해외 영화흥행수익 순위는 4위(해외영화도 포함시 15위)가 되었다. 작품 단독의 흥행성적은 26.7억엔을 기록, 18번째 작품인 광륜의 초마신 후파가 공개될때까지 역대 포켓몬영화중 가장 낮은 작품이기도 했다
포켓몬이 인간으로 변신하는 것은 이 작품이 처음이며, 입으로의 키스 씬도 이 작품이 처음이다. 이 장면에 대해 팬들 사이에서는 캐논으로 변장한 라티아스인지, 혹은 진짜 캐논인지 여부를 두고 논란이 있었는데, 작품의 줄거리를 볼 때 캐논이 아니라 라티아스가 그랬다는 의견이 좀 더 설득력이 있었다. 실제로 이 작품을 공식으로 해설한 서적 〈극장판 포켓몬스터 - 물의 도시의 수호신 라티아스와 라티오스, 반짝반짝 별하늘 캠프 (This is animation)〉에서 라티아스라고 명시하고 있다.

## 개요
- 무인편의 마지막 극장판이며, 호연지방의 포켓몬인 라티아스와 라티오스가 극장에서 선공개되었다.
- 방화 흥행 수입 26억엔을 기록. 2002년 방화 흥행 수입 4위.
- 영화 공개 기념으로 라티아스와 라티오스가 디자인 된 게임보이 어드밴스가 발매되었다 (현재는 생산 중지).
- 극중에 사용된 〈외톨이가 아니야(일본어: ひとりぼっちじゃない)〉는 표기 대로 영화 버전이며, 〈포켓몬스터 영화 주제가 송집퍼펙트 베스트〉 등에 수록되어 있다. 대해 맥시 싱글 〈외톨이가 아니야〉(2002년 7월 10일 발매. 현재 폐반)에 수록되어 있는 〈외톨이가 아니야〉는 동곡의 오리지널이며, 일부 가사가 다르다.
- 작품의 무대인 아르트마레는 이탈리아어로 의역하면 〈영원한 바다〉.
- 아르트마레의 모델이 된 거리는 베네치아이며, 무대의 모델에 실재하는 마을이 사용된 것은 본작으로부터.
- 주역 포켓몬인 라티아스(latias)와 동명의 와인이 존재한다. 또, 라티오(ratio)와는 라틴어로 〈도리 분별 이성 수단 법률〉등 여러 가지 의미를 가져, 더해 이탈리아에는 라치오(Lazio)라는 이름의 주도(라치오주의 현의 하나에 라티나이라는 이름 의 현도) 존재한다. 아르트마레의 모델이 베네치아다라고 하는 것을 감안하면, 적어도 이러한 어느 쪽이든가 라티오스의 어원이 되고 있다고 추측된다. 여담에서는 하지만 라티오스의 철은 〈latios〉이다. 상기대로 라틴어에 있어서의 라티오는 〈ratio〉이기 위해, 주의받고 싶다.

## 줄거리
여행을 계속하는 지우일행은 물의 수도로 불리는 아름다운 마을 아르트마레에 오고 있었다. 지우와 이슬은 거기서 행해지는 수상 레이스에 참가한다. 그때 엉뚱한 일로 지우는 전설의 포켓몬 라티아스를 만난다.마을에 전해지는 옛날 이야기를 듣고있다가 지우는 이 마을에 소리없이 다가오는 불길함을 감지한다.

## 등장 인물·캐스트

### 레귤러 캐릭터
- 지우
  - 성우：마츠모토 리카
- 피카츄
  - 성우：오오타니 이쿠에
- 이슬
  - 성우：이이즈카 마유미
- 웅
  - 성우：우에다 유지
- 토게피
  - 성우：코오로기 사토미
- 무사시 (로사)
  - 성우：하야시바라 메구미
- 코지로우 (로이)
  - 성우：미키 신이치로
- 나옹
  - 성우：이누야마 이누코

### 본작에게만 등장
캐논
- 성우：오리카사 토미코

그림을 그리는 것을 정말 좋아하는 장신의 미소녀. 조부 봉골레와 함께 〈마음의 물방울〉을 지키고 있다. 극중에서는 라티아스가 캐논에 종종 변신하지만, 모자를 쓰고 있는 것이 캐논 자신으로, 쓰지 않은 것이 라티아스이다.
봉골레
- 성우：구찌우 산

아르트마레의 곤도라 직공으로 캐논의 조부.〈마음의 물방울〉을 캐논과 함께 지키고 있다.
잔나
- 성우：칸다 우노

괴도 자매의 언니(누나). 보석 등의 금품을 좋아하고 스스로의 용모에 심취하고 있다. 사용하는 포켓몬은 에브이.
리온
- 성우：샤쿠 유미코

괴도 자매의 여동생. 언니(누나)와는 달라, 보석등의 금품에는 흥미가 없고, 세계 정복을 목적으로 한다. 사용하는 포켓몬은 아리아도스.
로씨
- 성우：야마데라 코이치

수상 레이스의 전 대회 우승자. 레이스시의 파트너는 호에르코. 이슬가 우승했을 때에는, 전별 금품으로서 곤도라에 태워 주는 등, 기질이 좋은 인물.

### 출현 포켓몬
라티아스
- 성우：하야시바라 메구미

물의 수도 〈아르트마레〉에 사는 전설의 포켓몬. 라티오스와 함께 〈물의 수도의 수호신〉이라고 불려 〈비밀의 뜰〉에 산다. 먼 옛날, 거리에 가져온 〈마음의 물방울〉을 대대로 지키고 있다. 수상 레이스 중, 벽에 격돌할 것 같게 된 지우를 도와주고, 그 후 수도를 사용하고 싶어하고 있던 피카츄를 위해서 물을 내는 등 마음 상냥한 성격. 호기심 왕성하고, 캐논으로 변신해 비밀의 뜰에서 나와 거리를 산책하기도 한다. 지우의 인간성을 느꼈는지 그에게 호의를 가져, 자신들이 살고 있는 비밀의 뜰로 이끈다. 라티오스와는 매우 사이의 좋은 남매로, 극중의 전반 부분에서는 그 사이의 좋은 점이 강하게 그려져 있다. 지우를 좋아하는 것으로 추정된다.
라티오스
- 성우：에바라 마사시

라티아스와 함께 아르트마레에 사는 전설의 포켓몬. 라티아스와 같이 〈마음의 물방울〉을 대대로 지키고 있다. 지우가 처음으로 뜰을 방문했을 때는, 전력으로 쫓아버리려고 하지만, 오해가 풀린 다음은 손상된 피카츄를 염려해, 놀이에 교제하거나 라티아스의 못된 장난으로 공중으로부터 떨어진 지우를 받아 들이는 등, 솔직한 상냥함도 보이게 된다. 매우 여동생 구상으로, 괴도 자매의 비밀의 뜰에의 습격시는 스스로의 몸이 손상되는 것을 싫어하지 않고 라티아스를 감싸 도망시킨다.

## 스탭
- 원안：타지리지
- 슈퍼바이저：이시하라 츠네카즈
- 애니메이션 감수：오타베 요우이치
- 영화제작 총책임자：쿠보 마사카즈, 카와구치 타카시
- 프로듀서：요시카와조2, 송추유카코, 모리타케원
- 애니메이션 프로듀서：오쿠노 사토시 사토시, 칸다 슈키치
- 어소시에이트 프로듀서：카와하라 아키라3, 산내극 히토시, 오오하시 미키코, 야마시타 젱쿠, 센다 히사시 상속인, 요시다 노리유키
- 어시스턴트 프로듀서：후쿠다 타카시
- TV리레이션십스：이와타 케스케, 이와타 마키코
- 데스크：와라시나 쿠미코, 시마무라 유코, 카나하라 유카리
- 각본：소노다 히데키
- 그림 콘티：유야마 쿠니히코
- 연출：히다카 마사미츠, 오치호 히토시, 요시무라 아키라, 정고키요타카
- 캐릭터 원안：스기모리 켄, 후지와라 모토이사, 모리모토 시게키, 요시다 히로시 마코토, 오오타 사토시, 로 해다 개개, 사이토 가슴, 요시카와 레이나, 오쿠타니 순서
- 캐릭터 디자인：타마카와명양, 일석 사유리, 마츠바라 토쿠히로
- 디자인 워크스：치카나가 켄이치, 고트우마사유키, 코레사와시게유키, 모우리 카즈아키
- 작화 감독：타마카와명양, 이노우에 유우자, 마츠바라 토쿠히로, 모우리 카즈아키, 타카하시영길, 십 첫이츠키, 이케다 카즈미
- 동영상 체크：에노모토 후지향기, 사이토덕 아키라, 무로오카진일, 오하타 타카시대, 요시노 미츠루 쥰, 야마나카 마사히로, 모리출강
- 색채 설계：요시노기 토루, 사토 미유키
- 색지정：테지마 아키미
- 검사：이시카와 나오키, 이토 요시키, 이토 아츠코, 오쿠 우물에미코, 안도 유유미, 카스다 신지, 카와사 키아시, 나카자와 토모히로
- 특수 효과：오오타 노리유키
- 미술 감독：카나모리 카츠요시
- 디지털 워크스：타카오 카츠미
- 촬영 감독：시라이 히사오
- CGI 감독：카스미낭생
- 2 D디렉터：미즈타니 타카야
- 프로덕션 매니저：오오타케 연차
- 치프 3 DCG 디자이너：사토 마코토
- 편집：제이·필름(헨미 토시오)
- 편집 조수：판부 히로아키, 진노 마나부, 이마이 다이스케
- 현상：이마지카
- 음악：coba, 미야자키 신지
- 음악 프로듀서：사이토 유지, 선반인가 히로나 두
- 일부원곡·작곡：이치노세 츠요시, 아오키 모리 하지메
- 음향 감독：미마 마사후미
- 음향 프로듀서：미나미사와 도의, 니시묘무
- 제작 담당：코이타교사
- 제작 진행：마키노 오사무 야스시, 코다마 타카시, 카토 히로아키, 닛타전생, 고궁마 사토, 무라카미 슈이치, 카메이 야스시 아키라, 우에노 히로시행
- 애니메이션 제작 협력：스튜디오 콕피트, 쿄토 애니메이션
- 애니메이션 제작：OLM
- 제작：쇼갓칸 프로덕션
- 감독：유야마 쿠니히코
- 제작：카메이 오사무, 학히로아키, 토미야마 미키타낭, 요시하라세언, 미야가와광일, 후쿠다 토시히데, 야기 마사오, 피카츄우프로제크트 2002

## 주제가·삽입노래
- 오프닝 테마：〈메자세!(노려라!) 포켓몬 마스터 2002〉
  - 작사：토다 쇼고 / 작곡：선반인가 히로나 두 / 편곡：coba / 노래：마츠모토 리카
- 엔딩 테마：〈외톨이가 아니다〉
  - 작사·노래：미야자와 카즈시 / 작곡·편곡·아코디언 연주：coba
- 삽입노래：〈SECRET GARDEN〉
  - 작사：Natsumi Watanabe / 작곡·편곡：미야자키 신지 / 노래：MADOKA

## 같이 보기
- 포켓몬스터